# منكسفة (نبات)
المنكسفة[بحاجة لمصدر] (الاسم العلمي:Eclipta) هي جنس من النباتات تتبع الفصيلة النجمية من رتبة النجميات.

## أنواع نبات المنكسفة
- منكسفة بيضاء
- منكسفة مفترشة
- منكسفة مجنحة الثمار
- منكسفة إهليلجية
- منكسفة أليفة المستنقعات
- منكسفة حرارية
- منكسفة صغيرة
- منكسفة متمددة
- منكسفة مفلطحة اللسان
- منكسفة ملساء الثمار
- منكسفة نقطية
- منكسفة نهرية
- منكسفة ثلاثية العروق
- منكسفة خماسية العروق
- منكسفة سنانية
- منكسفة صغيرة الأزهار
- منكسفة عريضة الأوراق
- منكسفة مسوقة
- منكسفة منتشرة